# Jeo haneuledo seulpeumi
Pour plus de détails, voir Fiche technique et Distribution.
Jeo haneuledo seulpeumi (저 하늘에도 슬픔이) est un film sud-coréen réalisé par Kim Soo-yong, sorti en 1965.

## Synopsis
Lee Yun-bok est un jeune garçon qui vit dans une famille pauvre. Sa mère, ne supportant plus l'addiction au jeu et la cruauté de son mari, quitte le foyer familial. Yun-bok travaille comme cireur de chaussures pour subvenir aux besoins de la famille. Il tient aussi un journal intime. Quand son journal devient public à l'école, le père de Yun-bok s'excuse pour son mauvais comportement et sa mère revient.

## Fiche technique
- Titre : Jeo haneuledo seulpeumi
- Titre original : 저 하늘에도 슬픔이
- Titre anglais : Sad Story of Self Supporting Child
- Autre titre anglais : Sorrow in the Heavens
- Réalisation : Kim Soo-yong
- Scénario : Lee Yun-bok
- Musique : Jeong Yun-ju
- Photographie : Jeon Jo-lyeong
- Montage : Yu Jae-won
- Production : Shin Sang-ok
- Société de production : Shin Films
- Pays :  Corée du Sud
- Genre : Drame
- Durée : 105 minutes
- Dates de sortie : 
  -  Corée du Sud : 5 mai 1965

## Distribution
- Shin Young-kyun
- Kim Cheon-man
- Ju Jeung-nyeo
- Kim Yong-yeon

## Distinctions
Le film a reçu le Blue Dragon Film Award du meilleur film.